# 石覺
石覺（1908年2月15日—1986年9月23日），字為開，廣西省義寧縣人，中華民國陸軍二級上將，中華民國第10任銓敘部部長。

## 生平
黃埔陸軍軍官學校三期畢業，參加國民革命軍東征、國民革命軍北伐。1934年底於贛中擊潰中國工農紅軍，締造霍邱戰鬥大捷及滸灣戰鬥大捷；中國抗日戰爭期間，先後參加台兒莊會戰、棗宜會戰及豫中會戰，曾任國民革命軍第十三軍軍長；1944年底，所部國民革命軍第十三軍戰力堅強，獲第一優先換裝美式軍械；1945年底率軍赴中國東北接收，鎮守熱河。後先後負責保衛北平、上海；1949年任舟山群島防衛司令官兼浙江省政府主席，在登步島戰役獲勝，後又負責轉移十餘萬舟山部隊至台灣；到台灣後，先後出任台灣防衛總司令部副總司令兼台灣北部防守區司令部司令、台灣南部防守區司令部司令、陸軍第二軍團司令、陸軍金門防衛司令部司令官、國防部參謀本部副參謀總長兼聯合作戰計劃委員會副主任委員，並晉級爲陸軍二級上將。
1986年9月23日，石覺卒於台北市，享年79歲（滿78歲）。

## 相關著作
石覺; 陳存恭; 張力. . 中央硏究院近代史硏究所. 1986年  [2014-04-30]. （原始内容存档于2014-07-05）.